# Little Mahanoy Township
Die Little Mahanoy Township ist eine Township im Northumberland County, Pennsylvania in den USA. Das U.S. Census Bureau hat bei der Volkszählung 2020 eine Einwohnerzahl von 425 ermittelt.

## Geographie

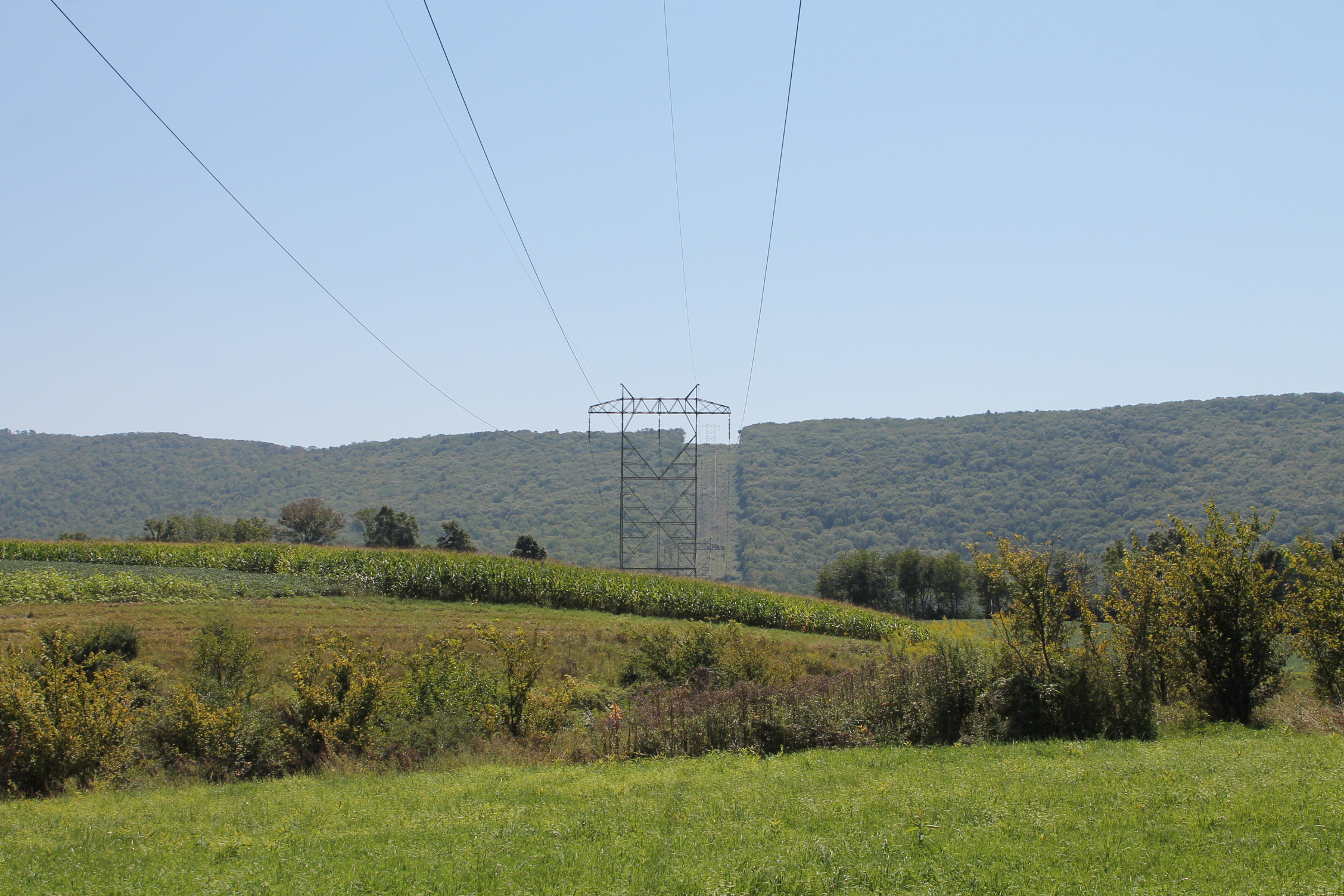
In der Little Mahanoy Township, Northumberland County, Pennsylvania

Nach den Angaben des United States Census Bureaus hat die Township eine Gesamtfläche von 27,1 km², ohne nennenswerte Gewässerflächen. Die Township ist keilförmig, wobei die Spitze nach Westen gerichtet ist.
Die geographischen Grenzen der Township werden durch die umliegenden Berge gebildet. Nach Nordwesten hin verläuft entlang dem Little Mountain die Grenze zur Lower Augusta Township, und weiter im Osten liegt nördlich des Little Mountain die Rockefeller Township. Südlich endet die Little Mahanoy Township im Osten am Line Mountain; dort benachbart sind die Washington Township und westlich davon die Jackson Township. Westlich geht der Line Mountain in den Little Mountain über. Getrennt werden beide Berge durch die Dornsife Gap. Im Westen und Südwesten macht Im Osten endet die Little Mahanoy Township etwa da, wo sich der Mahanoy Mountain erhebt. Nördlich davon liegt die benachbarte Zerbe Township und südlich des Bergrückens die West Cameron Township.
Innerhalb der Township liegen drei benannte Siedlungen. Im Tal des Zerbe Run im Nordosten der Township liegt die Streusiedlung Dunkelbergers und unweit der Mündung des Zerbe Run in den Mahanoy Creek liegt Hunter. Die Siedlung Dornsife liegt am Line Mountain unweit des Durchbruchs, durch den der Mahanoy Creek die Township verlässt.
Ein Großteil der Berge im Süden und Westen der Township gehören zu den State Game Land Number 84.

## Demographie
Zum Zeitpunkt des United States Census 2000 bewohnten Little Mahanoy Township 435 Personen. Die Bevölkerungsdichte betrug 16,1 Personen pro km². Es gab 159 Wohneinheiten, durchschnittlich 5,9 pro km². Die Bevölkerung Little Mahanoy Townships bestand zu 99,08 % aus Weißen, 0,23 % Schwarzen oder African American, 0 % Native American, 0,23 % Asian, 0 % Pacific Islander, 0 % gaben an, anderen Rassen anzugehören und 0,46 % nannten zwei oder mehr Rassen. 0 % der Bevölkerung erklärten, Hispanos oder Latinos jeglicher Rasse zu sein.
Die Bewohner Little Mahanoy Townships verteilten sich auf 151 Haushalte, von denen in 35,1 % Kinder unter 18 Jahren lebten. 63,6 % der Haushalte stellten Verheiratete, 6,6 % hatten einen weiblichen Haushaltsvorstand ohne Ehemann und 27,8 % bildeten keine Familien. 25,2 % der Haushalte bestanden aus Einzelpersonen und in 15,2 % aller Haushalte lebte jemand im Alter von 65 Jahren oder mehr alleine. Die durchschnittliche Haushaltsgröße betrug 2,88 und die durchschnittliche Familiengröße 3,52 Personen.
Die Bevölkerung verteilte sich auf 32,9 % Minderjährige, 7,1 % 18–24-Jährige, 23,9 % 25–44-Jährige, 20,9 % 45–64-Jährige und 15,2 % im Alter von 65 Jahren oder mehr. Der Median des Alters betrug 36 Jahre. Auf jeweils 100 Frauen entfielen 96,8 Männer. Bei den über 18-Jährigen entfielen auf 100 Frauen 87,2 Männer.
Das mittlere Haushaltseinkommen in Little Mahanoy Township betrug 36.667 US-Dollar und das mittlere Familieneinkommen erreichte die Höhe von 45.500 US-Dollar. Das Durchschnittseinkommen der Männer betrug 32.639 US-Dollar, gegenüber 18.125 US-Dollar bei den Frauen. Das Pro-Kopf-Einkommen belief sich auf 14.844 US-Dollar. 5,9 % der Bevölkerung und 5,4 % der Familien hatten ein Einkommen unterhalb der Armutsgrenze, davon waren 5,4 % der Minderjährigen und 10,9 % der Altersgruppe 65 Jahre und mehr betroffen.